# Christopher Castile
Christopher Jon Castile (ur. 15 czerwca 1980 w Hrabstwie Orange w Kalifornii) – amerykański aktor.

## Filmografia

### Seriale TV
- 1988 - 1995: Empty Nest jako Larry (gościnnie)
- 1990 - 1991: Going Places jako Sam Roberts
- 1990 - 1991: The Fanelli Boys jako Timmy (gościnnie)
- 1990 - 1991: ABC TGIF jako Mark
- 1991 - 1998: Krok za krokiem (Step by Step) jako Mark Foster
- 1991 - 1998: Czy boisz się ciemności? (Are You Afraid of the Dark?) jako Jason (gościnnie)

### Filmy
- 1992: Beethoven jako Ted Newton
- 1993: Beethoven 2 jako Ted Newton
- 1994: ABC Sneak Peek with Step by Step jako Mark Foster

## Życie prywatne
Ma młodszą siostrę o imieniu Bethany.